# Prvo zdravilo v svojem razredu
Prvo zdravilo v svojem razredu je zdravilo oziroma učinkovina, ki deluje po novem mehanizmu delovanja v primerjavi z že dostopnimi zdravili. Običajno gre za inovativna zdravila, ki predstavljajo novo možnost zdravljenja določene bolezni. Ponavadi gre za učinkovine z inovativno kemijsko strukturo, ki delujejo na nove biološke tarče. Poleg inovativnosti pa praviloma prinašajo tudi negotovosti glede varnosti zaradi še malo kliničnih izkušenj z novim razredom zdravil. Razvoj običajno zahteva veliko raziskovalnega dela in finančnega vložka.

## Primeri
Tipična primerka prvih zdravil v svojem razredu sta na primer kaptopril kot prvi zaviralec ACE in lovastatin kot prvi predstavnik statinov. V spodnji preglednici je navedenih nekaj primerov novejših učinkovin, ki so bili prvi odobreni predstavniki novih skupin zdravil.
| Zdravilo                         | Razred zdravil                                                                      | Indikacije                                                                     | Leto odobritve (FDA)   | Leto odobritve (EMA)   |
| -------------------------------- | ----------------------------------------------------------------------------------- | ------------------------------------------------------------------------------ | ---------------------- | ---------------------- |
| Inotuzumab ozogamicin (Besponsa) | konjugat protitelo-zdravilo proti CD22                                              | recidivna ali refraktarna B-celična prekurzorska akutna limfoblastna levkemija | 2017                   | 2017                   |
| Tagraksofusp (Elzonris)          | fuzijska beljakovina interlevkina 3 in difterijskega toksina, usmerjena proti CD123 | neoplazma blastnih plazmacitoidnih dendritičnih celic                          | 2018                   | 2021                   |
| Midostavrin (Rydapt)             | večtarčni zaviralec tirozin kinaz                                                   | sistemska mastocitoza, mielodisplastični sindrom, akutna mieloična levkemija   | 2017                   | 2017                   |
| Teprotumumab (Tepezza)           | monoklonsko protitelo proti IGF-1R                                                  | ščitnična orbitopatija                                                         | 2020                   |                        |
| Romosozumab (Evenity)            | monoklonsko protitelo proti sklerostinu                                             | osteoporoza                                                                    | 2019                   | 2019                   |
| Okrelizumab (Ocrevus)            | monoklonsko protitelo proti CD20                                                    | multipla skleroza                                                              | 2017                   | 2018                   |
| Ivosidenib (Tibsovo)             | malomolekulski zaviralec mutiranega encima izocitrat dehidrogenaze 1                | akutna mieloična levkemija, holangiokarcinom                                   | 2018                   | 2023                   |
| Bempedojska kislina (Nexletol)   | zaviralec adenozin trifosfat-citrat liaze                                           | hiperholesterolemija                                                           | 2020                   | 2020                   |
| Tafamidis (Vyndaqel, Vyndamax)   | stabilizator transtiretina                                                          | transtiretinska amiloidoza                                                     | 2011                   | 2019                   |
| Vokselotor (Oxbryta)             | zaviralec polimerizacije hemoglobina S                                              | srpastocelična anemija                                                         | 2019 (umaknjen s trga) | 2022 (umaknjen s trga) |
| Lonafarnib (Zokinvy)             | zaviralec farneziltransferaze                                                       | Hutchinson-Gilfordov sindrom progerije                                         | 2020                   | 2022                   |
| Dupilumab (Dupixent)             | monoklonsko protitelo proti receptorjem za interlevkin 4 in interlevkin 13          | astma, atopijski dermatitis, alergije                                          | 2017                   | 2017                   |
| Lasmiditan (Reyvow)              | selektivni agonist serotoninskih receptorjev 5-HT1F                                 | migrena                                                                        | 2019                   | 2022                   |
| Tazemetostat (Tazverik)          | selektivni zaviralec EZH2                                                           | epitelioidni sarkom                                                            | 2020                   |                        |
| Tirzepatid (Mounjaro)            | agonist GLP-1 in GIP                                                                | sladkorna bolezen tipa 2 pri odraslih                                          | 2022                   | 2022                   |